# Stormarn

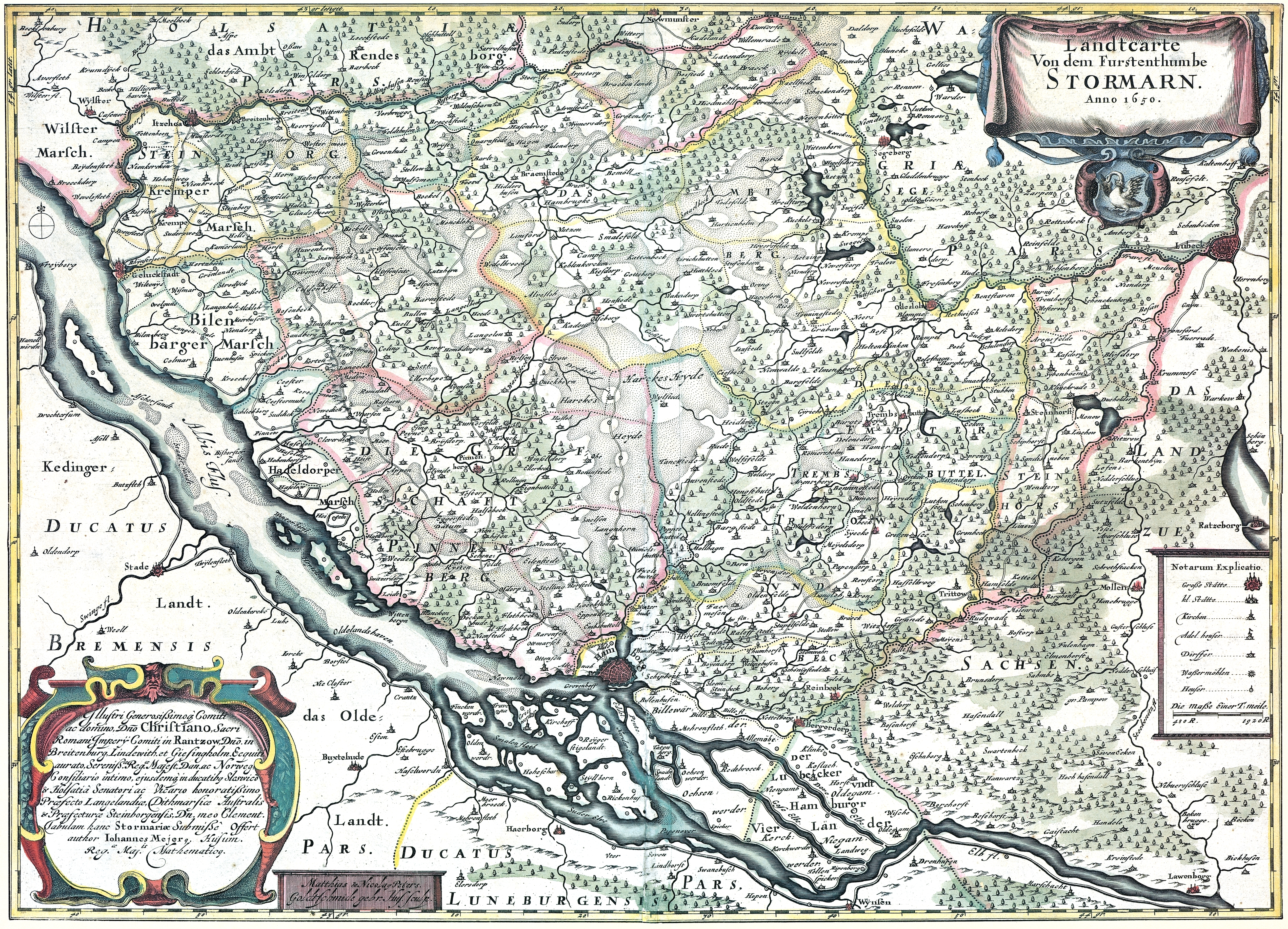
Stormarn auf einer Karte von 1650

Stormarn ist eine historische Landschaft im Süden von Schleswig-Holstein. Als einstige Grenzen gelten die Flüsse Stör bzw. Krückau im Nordwesten, Trave und Bille im Osten sowie die Elbe im Süden. Neben dem heutigen Kreis Stormarn umfasste sie also auch Teile der heutigen Kreise Pinneberg, Segeberg und Steinburg sowie die nördlich der Elbe gelegenen Gebietsteile Hamburgs.
Erstmals erwähnt wird Stormarn im 11. Jahrhundert bei Adam von Bremen als östlichster der drei nordelbischen Gaue des mittelalterlichen Stammesherzogtums Sachsen (neben Dithmarschen und Holstein). Damals grenzte Stormarn im Osten unmittelbar an das Siedlungsgebiet der Slawen (Wagrien, siehe auch Limes Saxoniae). Ab 1111 gehörte Stormarn zusammen mit Holstein zum Herrschaftsgebiet der Schauenburger Grafen, das jedoch durch Erbteilung später in verschiedene Territorien zerfiel (Holstein-Pinneberg, Holstein-Plön, später Holstein-Gottorf) und bis ins 18. Jahrhundert sukzessive unter dänische Herrschaft geriet.
Nach der Angliederung Schleswig-Holsteins an Preußen 1867 wurde aus den vormaligen Ämtern Trittau, Tremsbüttel, Reinbek, Reinfeld und Rethwisch der heutige Kreis Stormarn gebildet. Kreissitz war zunächst Reinbek, 1873 bis 1943 Wandsbek, seit 1949 schließlich Bad Oldesloe. Durch das Groß-Hamburg-Gesetz 1937 und die Gründung Norderstedts 1970 verlor der Kreis weitere Gebiete an Hamburg bzw. den Kreis Segeberg.

## Herkunft und Bedeutung des Namens
Die erste schriftliche Erwähnung findet sich bei Adam von Bremen 1076:
Transalbianorum Saxonum populi sunt tres. Primi ad occeanum sunt Tedmarsgoi, et eorum ecclesia mater in Melindorp. Secundi Holcetae, dicti a silvis, quas accolunt; eos Sturia flumen interluit, ecclesia Scanafeld. Tercii et nobiliores Sturmarii dicuntur, eo quod seditionibus ea gens frequens agitur. Inter quos metropolis Hammaburg caput extollit, olim viris et armis potens, agro et frugibus felix;
übersetzt:
„Es gibt drei nordelbische Sachsenstämme: erstens die Dithmarscher; sie wohnen am Ozean, und ihre Mutterkirche steht in Meldorf. Zweitens die Holsten: Sie heißen nach den Holzungen, in deren Nähe sie sitzen; durch ihren Gau fließt die Stör; ihre Kirche ist Schenefeld. Der dritte und edelste Stamm heißt Stormarn, weil dieser Gau häufig von Stürmen der Unruhe ergriffen wird. In seiner Mitte erhebt die Mutterkirche Hamburg ihr Haupt, die früher reich war an Männern und Waffen, ergiebig an Land und Früchten.“
Gelegentlich werden die Stormarn auch mit den sturmarii („Sturmleute“) in der Gudrunsage in Verbindung gebracht.